# Leucania yukonensis
Leucania yukonensis là một loài bướm đêm trong họ Noctuidae.